# グラナダ県 (ニカラグア)
グラナダ県（グラナダけん、Granada (スペイン語発音: [ɡɾaˈnaða])）は、ニカラグア南西部の県である。パンアメリカンハイウェイが県内を通る。鉄道は、1993年には廃線となっているためにない。綿、サトウキビ、タバコ、バナナを産する。面積は1040平方キロメートル、人口は212,663人（2019年）。県都は国内第2の都市グラナダで、廃線となった鉄道の終点であった。

## 隣接する県
北東部にボアコ県、北部にマナグア県、北西部にマサヤ県、西部にカラソ県、南部にリバス県と接し、東部に国内最大の湖ニカラグア湖に面している。

## 基礎自治体
1. Diria
2. Diriomo
3. グラナダ
4. Nandaime